# Condado de Butte (Dakota do Sul)
O Condado de Butte é um dos 66 condados do Estado americano da Dakota do Sul. A sede do condado é Belle Fourche, e sua maior cidade é Belle Fourche. O condado possui uma área de 5 870 km² (dos quais 46 km² estão cobertos por água), uma população de 9 094 habitantes, e uma densidade populacional de 2 hab/km² (segundo o censo nacional de 2000).